# منتخب ألمانيا تحت 18 سنة لكرة القدم
منتخب ألمانيا لكرة القدم تحت 18 سنة (بالألمانية: Deutsche Fußballnationalmannschaft)‏ هو ممثل ألمانيا الرسمي في المنافسات الدولية في كرة القدم
، يديريه اتحاد ألمانيا لكرة القدم.